# Taygetis rebecca
Taygetis rebecca är en fjärilsart som beskrevs av Fabricius 1793. Taygetis rebecca ingår i släktet Taygetis och familjen praktfjärilar. Inga underarter finns listade i Catalogue of Life.